# Бенин на Светском првенству у атлетици у дворани 2012.
Бенин је учествовао на Светском првенству у атлетици у дворани 2012. одржаном у Истанбулу од 9. до 11. марта пети пут. Репрезентацију Бенина представљала су 2 такмичара (1 мушкарац и 1 жена), који су се такмичили у две дисциплине.
Бенин није освојио ниједну медаљу али су његови такмичари оборили националне рекорде.

## Учесници
| Мушкарци: - Yaovi Michael Gougou — 400 м | Жене: - Bimbo Miel Ayedou — 60 м |  |

## Резултати

### Мушкарци
| Атлетичар            | Дисциплина | Лични рекорд | Квалификација | Квалификација | Полуфинале           | Полуфинале           | Финале               | Финале       | Детаљи |
| Атлетичар            | Дисциплина | Лични рекорд | Резултат      | Место         | Резултат             | Место                | Резултат             | Место        | Детаљи |
| -------------------- | ---------- | ------------ | ------------- | ------------- | -------------------- | -------------------- | -------------------- | ------------ | ------ |
| Yaovi Michael Gougou | 400 м      |              | 51,20 НР      | 5. у гр. 1    | Није се квалификовао | Није се квалификовао | Није се квалификовао | 27 / 31 (32) |        |

### Жене
| Атлетичарка       | Дисциплина | Лични рекорд | Квалификација | Квалификација | Полуфинале | Полуфинале | Финале                | Финале       | Детаљи |
| Атлетичарка       | Дисциплина | Лични рекорд | Резултат      | Место         | Резултат   | Место      | Резултат              | Место        | Детаљи |
| ----------------- | ---------- | ------------ | ------------- | ------------- | ---------- | ---------- | --------------------- | ------------ | ------ |
| Bimbo Miel Ayedou | 400 м      |              | 54,44 кв, НР  | 4. у гр. 3    | 54,26 НР   | 4. у гр. 3 | Није се квалификовала | 27 / 30 (32) |        |